# Xyris aberdarica
Xyris aberdarica är en gräsväxtart som beskrevs av Gustaf Oskar Andersson Malme. Xyris aberdarica ingår i släktet Xyris och familjen Xyridaceae.
Artens utbredningsområde är Kenya. Inga underarter finns listade i Catalogue of Life.